# Sarah Harding (éditrice)
Pour les articles homonymes, voir Sarah Harding.
Sarah Harding (fl. 1721–17) est une imprimeuse et une éditrice irlandaise qui a subi des « emprisonnements inopportuns » dus à certaines de ses publications. Elle est connue pour avoir publié Modeste Proposition de Jonathan Swift en 1729, une idée que les pauvres pourraient vendre leurs enfants comme nourriture,.

## Biographie

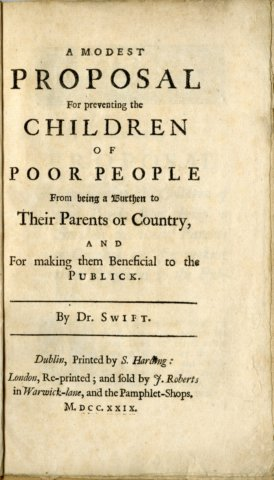
Couverture d'une Modeste Proposition, impression de Londres, 1729.

Sarah Harding est l'épouse et la partenaire commercial de l'imprimeur John Harding près de Fishamble Street sur Blind Quay à Dublin. Sa mère, Elizabeth Sadlier, était une imprimeuse bien connue de Dublin et il est possible que ce soit cette connexion qui ait attiré John dans l'imprimerie. Après l'emprisonnement de son mari pour avoir publié une version non autorisée du discours du seigneur lieutenant à l'ouverture de la session parlementaire, Harding reprend l'imprimerie. Sa première publication est une brochure, The present miserable state of Ireland (1721), qui est parfois attribuée à Jonathan Swift.
Son mari est libéré en 1721 et employé par Swift pour publier un manifeste d'une demi-page contre le projet de banque d'Irlande. Ce n'est pas pour leur compétence ou leur raffinement en tant qu'imprimeurs que Swift choisit  les Harding, mais en raison de leur volonté de « publier des articles de controverse éphémères, aventureux, voire dangereux ». Les Harding risquent de nouveau d'être poursuivis après la publication par John des Drapier's Letters de Swift. Le couple est arrêté et jugé en novembre 1724, mais ne fut pas condamné. John Harding meurt le 19 avril 1725, avec Harding donnant naissance à un fils, nommé par provocation John Draper Harding, en mai 1725 
Harding continue l'imprimerie après la mort de son mari et garde Swift comme client. Sous l'empreinte de sa mère, peut-être pour se distancier de l'incident de Drapier, elle publie un poème en 1726. Elle est emprisonnée à nouveau brièvement pour avoir publié On wisdoms defeat in a learned debate (1725) qui est considéré comme « un journal impudent et insolent », et parfois attribué à Swift. En 1728, elle publia A short view of the present state of Ireland de Swift et le périodique The Intelligencer, édité par Swift et Thomas Sheridan. On pense qu'ils choisissent Harding en raison de ses services passés et de sa pauvreté. Sheridan a écrit dans une édition du périodique : « que la veuve, celle qui imprime ces papiers, qui a également imprimé les Drapier's Letters, doit être autorisée par des encouragements de charité à célébrer un joyeux Noël, car elle et sa famille ont été ruinées par des emprisonnements inopportuns et les difficultés d'impression de ces papiers, qui étaient à l'avantage du royaume en général »,.
Sa dernière publication majeure date de 1729, avec Modeste Proposition de Swift. Après cela, Swift utilise l'imprimerie George Faulkner.
Harding se remarie et épouse Nicholas Hussey, un collègue imprimeur de Dublin. Sa date de décès est inconnue.